# Nesophontes submicrus
Espèce
Statut de conservation UICN

 EX  : Éteint
Nesophontes submicrus est une espèce éteinte de mammifères appartenant à la famille des Nesophontidae.

## Distribution
Cette espèce était endémique de Cuba.

## Classification
Cette espèce a été créée en 1916 par le paléontologue cubain Oscar Arredondo (de) (1918-2001).
- Publication originale : Arredondo, 1970 : Dos nuevas especies subfosiles de mamiferos (Insectivora: Nesophontidae) del Holoceno precolombino de Cuba. Memorias de la Sociedad de Ciencias Naturales La Salle, vol. 30, n. 86, p. 122-152.

Classification plus détaillée selon le Système d'information taxonomique intégré (SITI ou ITIS) :
 Règne : Animalia ; sous-règne : Bilateria ; infra-règne : Deuterostomia ; Embranchement : Chordata ; Sous-embranchement : Vertebrata ; infra-embranchement : Gnathostomata ; super-classe : Tetrapoda ; Classe : Mammalia ; Sous-classe : Theria ; infra-classe : Eutheria ; ordre : Soricomorpha ; famille : Nesophontidae ; genre : Nesophontes.
Traditionnellement, les espèces de ce genre sont classées dans l'ordre des Insectivora, un regroupement qui est progressivement abandonné au XXIe siècle.